# ملكة جمال الأمازيغ
ملكة جمال الأمازيغ المغرب (الإنجليزية: Miss Amazigh Morocco  ; الأمازيغية: تكْلّيت أوفولكي نيمازيغن) هي مسابقة جمال تقام كل سنة بمدية أغادير في المغرب من طرف جمعية غير حكومية مغربية تدعى «إشراقة أمل» بتنسيق مع نادي طلبة الجامعة الدولية بأكادير، وذلك في إطار الاحتفال برأس السنة الأمازيغية، أو ما يعرف بـ«ايض اناير» للتعريف بالثقافة الأمازيغية، ومن حيث اللباس والحليّ والمرأة الأمازيغية. ولا تقتصر المشاركة في المسابقة على اللواتي يتحدّثن الأمازيغية، بل هي مفتوحة في وجه غير الناطقات بها شريطة استيفاء جميع شروط المسابقة.

## شروط المسابقة
- أولا: الجمال دون مساحيق تجميل
- ثانيا: الأصل الأمازيغي
- ثالثا: السن بين 17 و28 عاما
- رابعاً: المستوى التعليمي

## لائحة الفائزات
| سنة  | ملكة جمال الأمازيغ | الإنتماء                                                          |
| ---- | ------------------ | ----------------------------------------------------------------- |
| 2014 | أسماء سارح         | قبيلة "إداوْسملال" السوسية حائزة على لقب ملكة جمال أغادير سنة 2014 |
| 2015 | نعيمة العزي        | قبيلة إحاحان إحاحان بإقليم الصويرة                                |
| 2016 | لبنى الشماق        | منطقة أورير شمال أغادير                                           |
| 2017 | حنان أوبلا         | دوار أتبان بجماعة أكلوا ضواحي مدينة تيزنيت                        |

## أنظر كذلك
- ملكة جمال العرب
- ملكة جمال المغرب
- ملكة جمال العالم